# Sonja Kovačić-Tajčević
Sonja Kovačić-Tajčević (Bošnjaci, 7. studenog 1894. – Rijeka, 3. prosinca 1968.) bila je hrvatska slikarica, poznata po svojem doprinosu modernoj umjetnosti i postkubističkom izrazu. Svojim radom obilježila je hrvatsku likovnu scenu prve polovice 20. stoljeća, istovremeno se ističući kao jedna od prvih akademskih umjetnica u Hrvatskoj.

## Obrazovanje i početak stvaralaštva
Sonja je odrastala u obitelji koja je prepoznala i podržala njezin talent. Nakon završetka gimnazije u Zagrebu 1912. godine, upisala je Akademiju likovnih umjetnosti, gdje su joj mentori bili Bela Čikoš-Sesija i Menci Clement Crnčić. Tijekom studija, razvila je stil obilježen utjecajem hrvatske moderne i münchenskog slikarskog kruga, s naglaskom na tamnije tonalitete.
Nakon diplome 1917. godine, zaposlila se na Medicinskom fakultetu Sveučilišta u Zagrebu, gdje je izrađivala crteže za nastavne materijale iz anatomije. Ovo razdoblje oblikovalo je njezinu tehničku preciznost i osjećaj za detalje, što će kasnije postati važan dio njezina slikarskog izraza.

## Pariz i usavršavanje
Pariz je bio ključna stanica na njezinu umjetničkom putu. U razdoblju između 1926. i 1934. godine studirala je kod Andréa Lhotea, poznatog kubističkog slikara, čiji su principi strukturiranja oblika i svjetlosti značajno utjecali na njezina djela. Djela iz tog razdoblja, poput Boka na mjesečini (1927.) i Indijka (1928.), objedinjuju kubističku analizu i lirski koloritet. Istodobno je stvarala kompozicije nadahnute Cézanneom, poput mrtvih priroda iz 1927. i 1932. godine. Pariški utjecaji omogućili su joj spajanje međunarodnih umjetničkih smjerova s domaćim motivima.

## Izložbe i profesionalni doprinos
Sonja Kovačić-Tajčević bila je aktivna sudionica kulturne scene. Izlagala je u Zagrebu, Beogradu, Parizu, Osijeku i drugim europskim centrima. Kao jedna od osnivačica Kluba likovnih umjetnica 1927. godine dala je značajan doprinos afirmaciji žena u umjetnosti. Njezini radovi često su bili dio najvažnijih izložbi moderne umjetnosti, dok su tematski kombinirali tradicionalne motive, poput portreta, mrtvih priroda i aktova, s modernim umjetničkim pristupom. Po povratku u Hrvatsku, nastavila je stvarati, dodatno obogaćujući postkubistički izražaj elementima kolorističkog realizma.
Sonjin stil karakterizirao je geometrijski pristup prelamanju oblika, stvarajući kristalnu strukturu kompozicija. Iako je često birala tradicionalne teme, njezina interpretacija uvijek je nosila pečat inovacije i modernizma. Kao jedna od prvih akademskih umjetnica, otvorila je vrata sljedećim generacijama umjetnica u Hrvatskoj.
Sonjina djela danas se nalaze u zbirkama najvažnijih institucija, poput Moderne galerije u Zagrebu, Muzeja moderne i suvremene umjetnosti u Rijeci te Galerije likovnih umjetnosti u Osijeku.